# Pseudostegana javana
Pseudostegana javana är en tvåvingeart som först beskrevs av Toyohi Okada 1978.  Pseudostegana javana ingår i släktet Pseudostegana och familjen daggflugor. Inga underarter finns listade i Catalogue of Life.